# Ретрополяція
Ретрополяція, ретроспективне прогнозування — дія, зворотня прогнозуванню: знаходження за відомими значеннями змінної її невідомих значень на початку динамічного ряду. Ретрополяція застосовується як метод дослідження минулих умов з урахуванням умов у теперішньому, як і метод планування поточних дій з урахуванням поглядів на бажаному майбутньому. Як метод дослідження, ретрополяція виходить із поточних та недавніх тенденцій системи для визначення її минулих тенденцій. Як метод планування, ретрополяція починається з визначення бажаного майбутнього, а потім працює у зворотному напрямку для визначення політики та програм, які зв'яжуть це задане майбутнє зі сьогоденням.

## Прогнозування та ретрополяція
Основи ретрополяції як методу планування були викладені Джоном Б. Робінсоном з університету Ватерлоо в 1990. Фундаментальне питання ретроспективного прогнозування полягає в наступному: «Якщо ми хочемо досягти певної мети, які дії мають бути вжиті для її досягнення?».
У той час як прогнозування включає прогноз майбутнього на основі аналізу поточних тенденцій, ретроспективне прогнозування підходить до проблеми майбутнього з протилежного напрямку; це «метод, в якому передбачаються майбутні бажані умови і потім визначаються кроки для досягнення цих умов, замість того, щоб робити кроки, які є просто продовженням існуючих тенденцій, екстрапольованих на майбутнє».

## У статистиці
У статистиці та аналізі даних ретрополяцію можна розглядати як протилежність прогнозуванню:
- прогнозування включає передбачення майбутніх (невідомих) значень залежних змінних на основі відомих значень незалежної змінної, тобто невідомі значення в кінці часового ряду знаходяться за відомими значеннями на початку ряду;
- ретрополяція включає прогноз невідомих значень незалежних змінних на початку тимчасового ряду для пояснення відомих значень залежної змінної в кінці тимчасового ряду.

Ретроспективне прогнозування дозволяє провести імітаційний експеримент, при якому порівнюються дві траєкторії: імітована траєкторія аналізованої змінної та траєкторія реальної системи.

## Ретрополяція та картина майбутнього

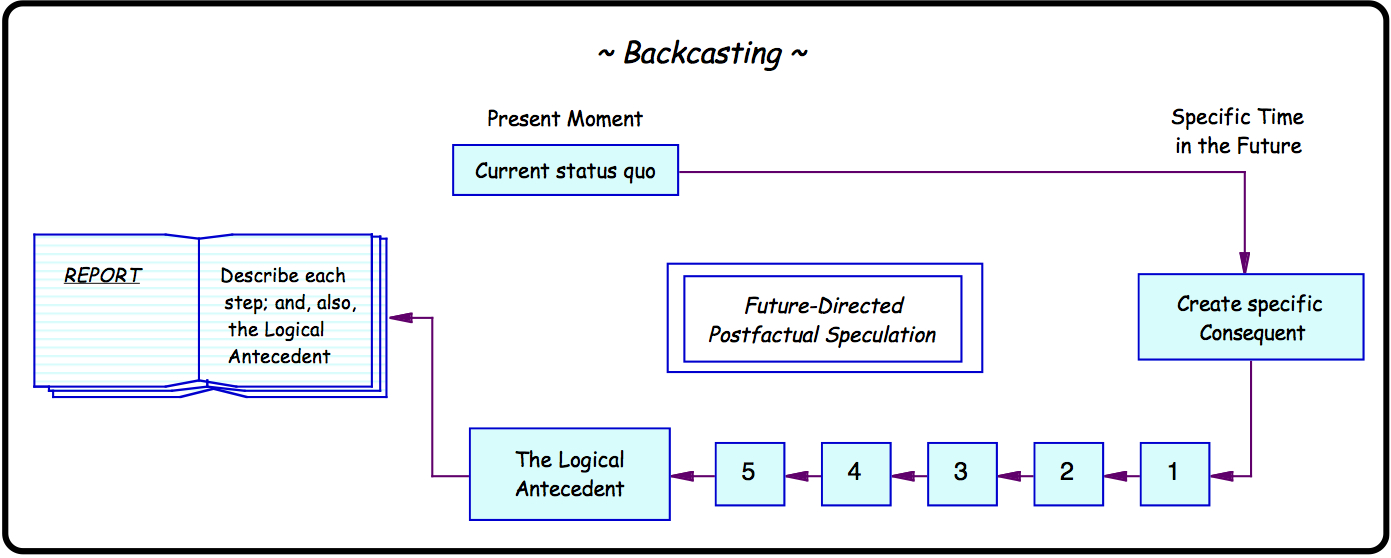
Часове уявлення ретрополяції

Ретрополяція як термін, введений Джоном Б. Робінсоном в 1982, включає опис певної і конкретної майбутньої ситуації. Від цієї ситуації проводиться уявний рух назад у часі, крок за кроком, на стільки етапів, скільки необхідно, щоб прийти від майбутнього до сьогодення та визначити механізм, за допомогою якого це конкретне майбутнє може бути досягнуте з сьогодення.
Ретрополяція не пов'язана з прогнозом майбутнього:
Основною відмінністю ретрополяції є занепокоєння не можливими варіантами майбутнього, а тим, як можна досягти бажаного майбутнього. Таким чином, є суто нормативним методом, що передбачає «роботу у зворотному напрямку» від конкретної майбутньої кінцевої точки до сьогодення, щоб визначити, які заходи політики потрібні для досягнення цього майбутнього.
Згідно з Янсеном (1994, стор 503):
У рамках технологічного розвитку «прогнозування» стосується екстраполяції досягнень у майбутнє та дослідження досягнень, які можуть бути реалізовані за допомогою технологій у довгостроковій перспективі. І навпаки, аргументація «ретрополяції» полягає в наступному: на основі взаємопов'язаної картини вимог, яким технологія має відповідати в майбутньому — «критеріїв стійкості» — для спрямування та визначення процесу, в якому має розвиватися технологія, а також можливо темпу, з яким це процес розробки має набути чинності.
Ретроспективне прогнозування [є] важливою підмогою у визначенні напряму, в якому повинна розвиватися технологія, та у визначенні цілей, які мають бути встановлені для такого розвитку. Таким чином, ретроспективне прогнозування є ідеальним методом пошуку для визначення характеру та масштабів технологічної проблеми, що створюється стійким розвитком, і, таким чином, воно може служити для спрямування процесу пошуку у бік нових — стійких — технологій.

## Практичне застосування
Ретрополяція дедалі частіше використовується у міському плануванні та управлінні водними та енергетичними ресурсами. Вона використовувалася Пітером Глейком та його колегами з Тихоокеанського інститута у дослідженні 1995 року з водної політики Каліфорнії як альтернативу традиційним підходам до планування водних ресурсів Каліфорнії. У 2006 році в окрузі Капітал служба водопостачання, яка обслуговує велику територію Вікторії в Британській Колумбії, Канада, взяла на себе зобов'язання проводити ретрополяцію до 2050 року як елемент усіх майбутніх ініціатив зі стратегічного планування водних ресурсів.
Ретрополяція є ключовим компонентом шляху м'якої енергії, концепції, розробленої Еморі Ловінсом після енергетичної кризи 1973 року в Сполучених Штатах.
Ретрополяція — ключовий елемент «Основ стратегічного сталого розвитку», вперше розроблених Карлом-Генріком Робертом, засновником The Natural Step, міжнародної некомерційної організації, що займається прикладними дослідженнями в галузі сталого розвитку.
Ретрополяція використовується при реконструкції клімату та в космології для визначення умов (тобто значень невідомих незалежних змінних), які існували в далекому минулому, на основі відомих (точніше оцінених) значень минулих залежних змінних.

## Дослідницькі групи, які використовують ретрополяцію
- The Natural Step Canada
- Global Scenario Group[en]
- Horizon scanning[en]
- Тихоокеанський інститут
- Tellus Institute[en]
- Stratalis Group